# NGC 2329
NGC 2329 este o galaxie activă situată în constelația Linxul. A fost descoperită în 9 februarie 1788 de către William Herschel. Se află la o distanță de 70,15 de megaparseci de Pământ.